# New Year's Eve
New Year's Eve is een Amerikaanse romantische komediefilm, geregisseerd door Garry Marshall. De film ging wereldwijd in december 2011 in première.

## Verhaallijn
Het is oudjaarsdag en iedereen leeft toe naar het nieuwjaarsfeest op Times Square. Voor enkelen verloopt echter alles anders dan dat ze gepland hadden.

## Rolverdeling
| Acteur               | Personage               |
| -------------------- | ----------------------- |
| Jake T. Austin       | Seth Anderson           |
| James Belushi        | huisbaas                |
| Halle Berry          | Aimee                   |
| Jessica Biel         | Tess Byrne              |
| Michael Bloomberg    | zichzelf                |
| Jon Bon Jovi         | Daniel Jensen           |
| Abigail Breslin      | Hailey Doyle            |
| Ludacris             | luitenant Brendan Nolan |
| Matthew Broderick    | mr. Buellerton          |
| Robert De Niro       | Stan Harris             |
| Josh Duhamel         | Sam Ahern jr.           |
| Zac Efron            | Paul                    |
| Héctor Elizondo      | Lester Kominsky         |
| Cary Elwes           | Stan's dokter           |
| Carla Gugino         | dr. Morriset            |
| Katherine Heigl      | Laura Carrington        |
| Cherry Jones         | Rose Ahern              |
| Ashton Kutcher       | Randy                   |
| John Lithgow         | Jonathan Cox            |
| Katherine McNamara   | Lily Bowman             |
| Seth Meyers          | Griffin Byrne           |
| Lea Michele          | Elise                   |
| Alyssa Milano        | Mindy                   |
| Sarah Jessica Parker | Kim Doyle               |
| Russell Peters       | Sunil                   |
| Michelle Pfeiffer    | Ingrid Withers          |
| Sarah Paulson        | Grace Schwab            |
| Ryan Seacrest        | zichzelf                |
| Til Schweiger        | James Schwab            |
| Hilary Swank         | Claire Morgan           |
| Sofía Vergara        | Ava                     |
| Nat Wolff            | Walter                  |
| Common               | Chino                   |